# Wietierok i Ugolok

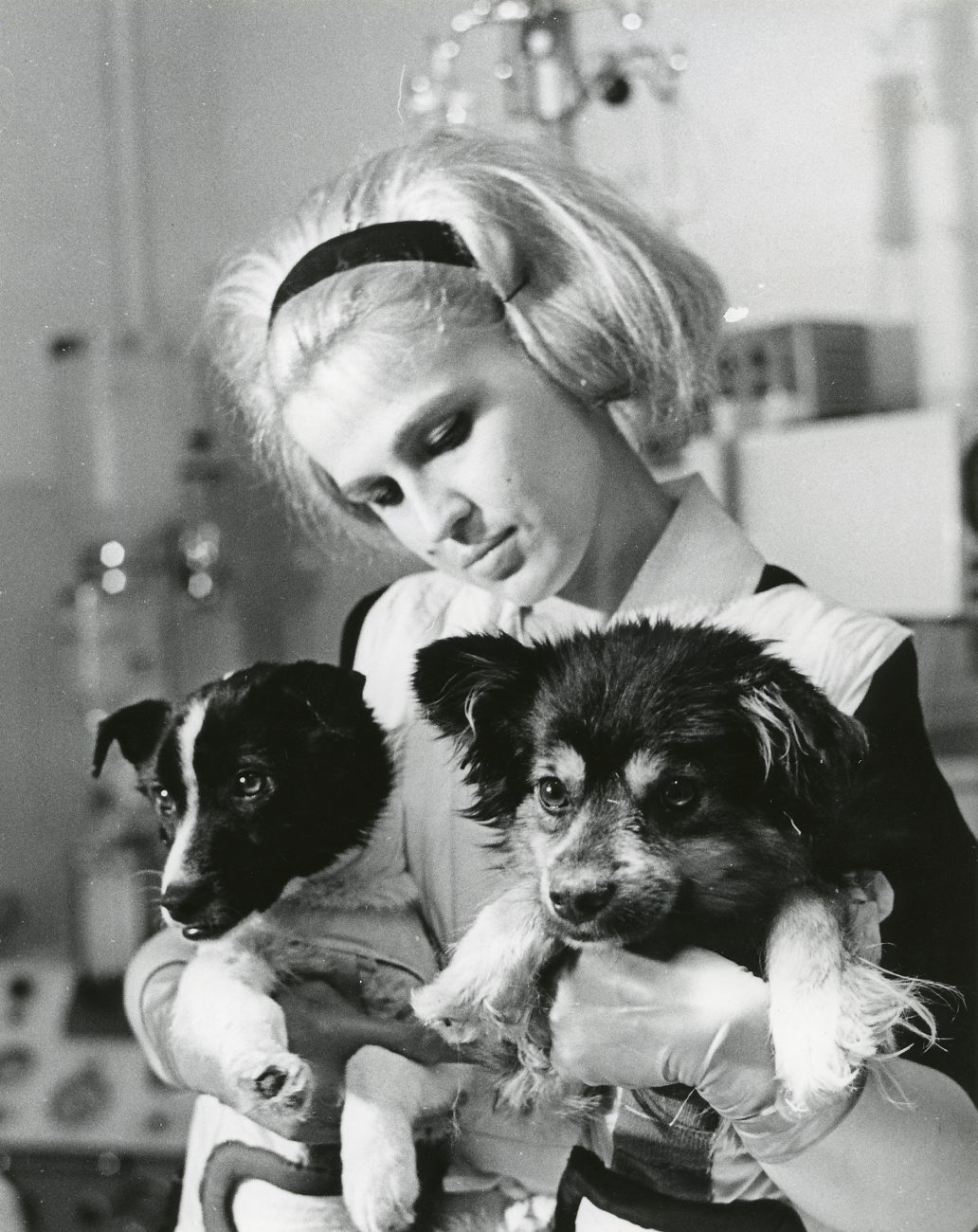
Wietierok i Ugolok

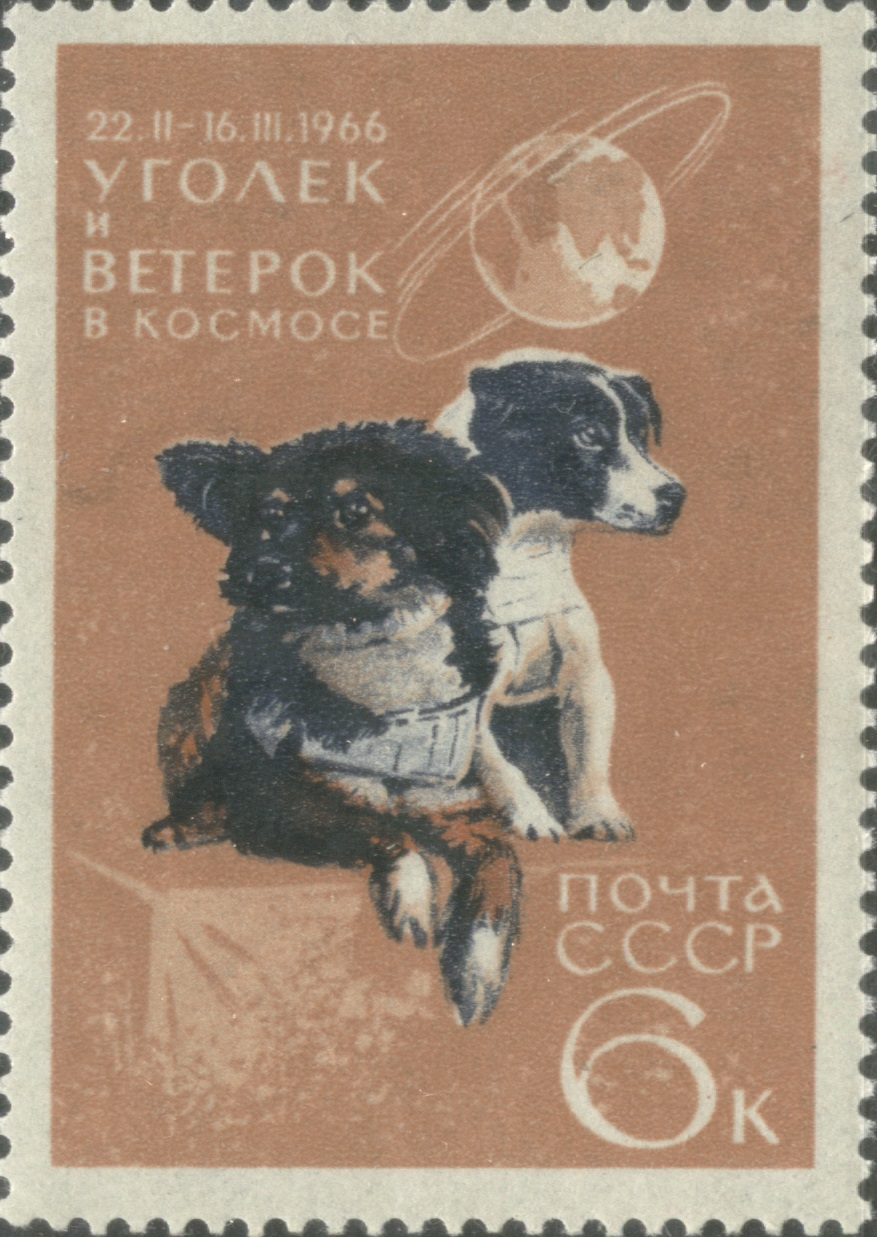
Wietierok i Ugolok na znaczku pocztowym

Wietierok i Ugolok (Wietrzyk i Węgielek, ros. Ветерок и Уголёк) – nierasowe psy, wystrzelone na niską orbitę okołoziemską z kompleksu startowego nr 31 kosmodromu Bajkonur 22 lutego 1966 o godzinie 1:30 w biosatelicie Kosmos 110. Czas lotu wynosił 23 dni, co stanowi rekord w kategorii długości lotu dla psów.

## Okoliczności lotu
Psy Wietierok i Snieżok przekazano na statek sześć godzin przed startem. Przed startem Snieżok został przemianowany na Ugolok ze względu na ciemny kolor sierści.
Satelita wylądował 17 marca; o siódmej wieczorem psy znalazły się w Instytucie Problemów Medyczno-Biologicznych Ministerstwa Zdrowia ZSRR. Gdy zdjęto z psów kapronowe kostiumy, okazało się, że straciły sierść, na skórze stwierdzono odleżyny. Psy nie potrafiły utrzymać się na nogach, były bardzo słabe, miały przyśpieszony rytm bicia serca i silne pragnienie. Po wyleczeniu psy doczekały się potomstwa, jednak do końca życia przebywały w wiwarium.
Inne psy wystrzelone na orbitę przez ZSRR to m.in. Łajka (Sputnik 2, 1957) oraz Biełka i Striełka (Korabl-Sputnik 2, 1960).